# Tokeland
Tokeland az Amerikai Egyesült Államok északnyugati részén, Washington állam Pacific megyéjében elhelyezkedő település.
Tokeland önkormányzattal nem rendelkező, úgynevezett statisztikai település; a Népszámlálási Hivatal nyilvántartásában szerepel, de közigazgatási feladatait Pacific megye látja el. A 2010. évi népszámlálási adatok alapján 151 lakosa van.

## Története
A helység névadója a Shoalwater-öböli törzs vezetője, Toke; a törzsfőnök először John Meares feljegyzésében szerepel, miután Toke 1788-ban kenujával megközelítette Meares hajóját.
J. F. Barrows 1854-ben érkezett; a következő telepes, George Brown 1858-ban érkezett. 1885-ben Brown lánya (Lizzie) és veje (William Kindred) megnyitották a Kindred fogadót, melynek helyén ma a Tokeland Hotel működik. A postát 1894-es megnyitásától 17 éven át a pár üzemeltette, Lizzie pedig az osztrigafeldolgozó társtulajdonosa is volt.
1910-ben az Oregon állambeli Portlandből érkező befektetők a New York-i Coney Islandhez hasonló kalandpark megnyitását tervezték, azonban a projekt nem valósult meg. A parterózió és a nagy gazdasági világválság az 1930-as és 1940-es években a turizmusban jelentős visszaesést okoztak.
1974-ben a vízparton több fejlesztést (például csónakkikötő és móló építése) hajtottak végre.

## Éghajlat
A település éghajlata mediterrán (a Köppen-skála szerint Csb).

## Népesség
A település népességének változása:
| Lakosok száma | 194  | 151  | 158  |
|               | 2000 | 2010 | 2020 |

## Fordítás
- Ez a szócikk részben vagy egészben  a   Tokeland, Washington című angol Wikipédia-szócikk ezen változatának fordításán alapul.  Az eredeti cikk szerkesztőit annak laptörténete sorolja fel. Ez a jelzés csupán a megfogalmazás eredetét és a szerzői jogokat jelzi, nem szolgál a cikkben szereplő információk forrásmegjelöléseként.